# Wiedersehen mit Brideshead (Fernsehproduktion)
Wiedersehen mit Brideshead ist eine im Jahr 1981 veröffentlichte Verfilmung des gleichnamigen Romans von Evelyn Waugh für das Fernsehen.
Die Erstausstrahlung des knapp elfstündigen Films fand von Oktober bis Dezember 1981 in elf Teilen im gemeinsamen Rahmenprogramm der regionalen britischen ITV-Sender statt. Für die deutsche Synchronfassung wurde das Material in sieben Folgen unterschiedlicher Länge eingeteilt, die vom 7. bis zum 23. Dezember 1983 in unregelmäßigen Abständen durch das Erste Programm der ARD erstausgestrahlt wurden.

## Handlung
| Englische Originalfassung 1981 - 1. Et in Arcadia Ego (100 Minuten) - 2. Home and Abroad (53 Min.) - 3, The Bleak Light of Day (53 Min.) - 4. Sebastian Against the World (53 Min.) - 5. A Blow Upon a Bruise (51 Min.) - 6. Julia (51 Min.) - 7. The Unseen Hook (51 Min.) - 8. Brideshead Deserted (52 Min.) - 9. Orphans of the Storm (53 Min.) - 10. A Twitch Upon the Thread (52 Min.) - 11. Brideshead Revisited (90 Min.) | Deutsche Synchronfassung 1983 - 1. Das wiedergefundene Arkadien (101 Min.) - 2. Bleiches Licht des Tages (104 Min.) - 3. Sebastian gegen die Welt (102 Min.) - 4. Der verborgene Haken (100 Min.) - 5. Im Sturm (103 Min.) - 6. Ein Ruck an der Leine (52 Min.) - 7. Der alte Lord (91 Min.) |

1. Das wiedergefundene Arkadien
Im Vorfrühling des Kriegsjahres 1943 wird Hauptmann Charles Ryder mit seiner Kompanie auf das ihm bekannte Schloss Brideshead versetzt. In einer Rückblende, die den größten Teil des Films ausmacht, wird die Geschichte seiner Beziehung zu diesem Schloss erzählt: Im Studienjahr 1922/23 freundet sich Charles, Sohn des verwitweten Londoner Kunsthändlers Edward Ryder aus der gehobenen bürgerlichen Mittelschicht, als Student der Geschichte in Oxford mit seinem exzentrischen und dandyhaften Kommilitonen Lord Sebastian Flyte an. Sebastian ist der jüngere Sohn des Schlossherrn, des Marquess of Marchmain. Angedeutet werden Sebastians homosexuelle Veranlagung und seine Neigung zum Alkohol.
2. Bleiches Licht des Tages
Im Sommer 1923 verbringt Charles als Gast wundervolle Wochen auf Brideshead und lernt dabei Sebastians drei Geschwister kennen: Der ältere Bruder, der den Höflichkeitstitel Earl of Brideshead, den zweiten Adelstitel der Familie, trägt und „Bridey“ genannt wird, ist ein ernster, spröder und zutiefst katholischer junger Mann, somit ein ganz anderer Typ als Sebastian. Cordelia, die Jüngste, die noch zur Schule geht, ist ebenfalls eine glühende Katholikin und versucht mehrmals, den erklärten Agnostiker Charles zu bekehren. Seine andere Schwester Julia und sich selbst bezeichnet Sebastian dagegen als „halbe Heiden“. Der passionierte Maler Charles fertigt im Schloss ein Wandgemälde an. Mit Charles besucht Sebastian seinen Vater, der sich von seiner Frau getrennt hat und mit seiner Geliebten Cara in Venedig lebt. Lord Marchmain war einst seiner Frau zuliebe zum Katholizismus übergetreten, ist jetzt jedoch ein scharfer Religionskritiker, der nur noch Hass für seine streng katholische Ehefrau empfindet. Cara spricht Charles gegenüber von einer „romantischen“ Beziehung zwischen ihm und Sebastian; Charles äußert sich nicht dazu. Cara ist ebenfalls nicht entgangen, dass Sebastian zu einem Trinker zu werden droht. Nach den Ferien lernt Charles in Oxford Lady Marchmain kennen, die ihm mit großer Freundlichkeit gegenübertritt und ihm für seine Freundschaft mit ihrem Sohn dankt. Als Sebastian betrunken am Steuer eines Wagens, in dem auch Charles und der gemeinsame Studienfreund Lord „Boy“ Mulcaster sitzen, einen Unfall mit Blechschaden verursacht, kommen sie durch Vermittlung von Rex Mottram, einem Freund der Familie Marchmain, mit geringen Geldstrafen davon. Mottram ist ein etwa 30-jähriger aus Kanada stammender Geschäftsmann und Unterhausabgeordneter. Zwischen Weihnachten 1923 und Frühjahr 1924 wird Sebastian immer depressiver und verfällt immer mehr dem Alkohol.
3. Sebastian gegen die Welt
In den Osterferien 1924 kann Sebastian seinen Kontrollverlust beim Alkoholkonsum auch vor seiner Familie nicht mehr verbergen. Charles muss rat- und hilflos zuschauen, obwohl er sich nach Kräften um seinen Freund kümmert. Als Sebastian in Oxford nach einem seiner Trinkexzesse negativ auffällt, muss er die Universität verlassen. Charles bricht sein Studium ab und geht im Sommer nach Paris, um dort eine Kunstschule zu besuchen. Nach Weihnachten wird er auf Schloss Brideshead eingeladen und findet dort einen sehr depressiven Sebastian vor, der sichtbar unter Entzugserscheinungen leidet. Lady Marchmain verhindert den Alkoholausschank an ihren Sohn, hat seine Konten sperren lassen und lässt ihn durchgehend überwachen. Charles’ Einwand, dass solche Repressalien Sebastian erst recht in die Sucht treiben, findet kein Gehör. Um Sebastian zu beweisen, dass er zu ihm hält, gibt er ihm auf seine Bitte hin Geld, wissend, dass dieses in Alkohol umgesetzt wird. Bei einer Treibjagd entzieht sich Sebastian der Überwachung durch seinen Bruder Bridey und betrinkt sich in einem Wirtshaus. Lady Marchmain wirft Charles vor, der Familie boshaft in den Rücken gefallen zu sein. Charles verlässt Brideshead in der festen Überzeugung, nie wieder zurückzukommen.
4. Der verborgene Haken
Im Frühjahr 1925 wird Charles in Paris überraschend von Rex Mottram aufgesucht. Sebastian ist Mottram entwischt, als dieser ihn zu einer Entziehungskur nach Zürich bringen wollte. Rex berichtet Charles von den Neuigkeiten der Familie Marchmain: Lady Marchmain sei krank und habe nicht mehr lange zu leben; außerdem bedaure sie es, Charles so hart angegangen zu haben. Die Familie leide unter finanziellen Schwierigkeiten und er, Mottram, wolle Julia, die glühend in ihn verliebt ist, noch vor ihrem 21. Geburtstag heiraten. Lady Marchmain, die Bedenken gegen Mottram als zukünftigen Schwiegersohn hegt, hat dem Verlöbnis unter der Bedingung zugestimmt, dass es vorerst geheim gehalten wird. Sebastian bleibt unauffindbar.
Um eine glanzvolle kirchliche Trauung, von einem Kardinal assistiert, zu erhalten, will Rex – ohne innere Überzeugung – katholisch werden. Wenige Tage vor Rex’ Aufnahme in die Kirche und der Trauung findet Bridey heraus, dass Rex in Kanada verheiratet war und geschieden ist. Eine katholische Eheschließung kann daher nicht stattfinden. Julia löst sich von den Geboten ihrer Kirche und heiratet Rex in aller Stille und ohne Beteiligung ihrer Familie vor einem protestantischen Pfarrer. – Um beim Generalstreik im April 1926, kurz nach Julias Heirat, gegen die Arbeiter anzutreten, kommt Charles von Paris zurück nach England. Hier wird er in das Londoner Domizil der Marchmains, das „Marchmain House“, bestellt und von Julia empfangen. Man habe erfahren, dass Sebastian in Marokko lebe. Lady Marchmain liege im Sterben und wünsche, dass Charles Sebastian zurückhole. Charles reist nach Fès, wo Sebastian, mittlerweile ein heruntergekommener Trinker, unter erbärmlichen Bedingungen mit dem Deutschen Kurt, einem ehemaligen Fremdenlegionär, haust. Er findet ihn auf dem Weg der Genesung von einer Lungenentzündung in einem Krankenhaus vor. In Fès erreicht Charles die Nachricht vom Tod Lady Marchmains. Sebastian, der aus dem Krankenhaus entlassen wird, lehnt es ab, zur Beerdigung seiner Mutter nach England zu reisen.
5. Im Sturm
Wenige Wochen nach Lady Marchmains Tod erhält Charles von Bridey den Auftrag, vier Erinnerungsgemälde von Marchmain House anzufertigen. Wegen der Schulden muss die Familie ihr Londoner Stadthaus verkaufen, das anschließend abgerissen werden soll. – Zeitsprung über knapp zehn Jahre ins Jahr 1936: Charles Ryder, mittlerweile ein erfolgreicher Architekturmaler, trifft sich nach einer zweijährigen Tour durch Lateinamerika in New York mit seiner Ehefrau Celia, der Schwester von Boy Mulcaster. Das Verhältnis der Eheleute untereinander ist kühl, auch für die beiden gemeinsamen Kinder, dessen jüngstes er noch nicht gesehen hat, scheint Charles sich kaum zu interessieren. Bei der Überfahrt nach England sieht Charles Julia wieder, die auch auf dem Schiff ist. Als Celia während eines Sturms mehrere Tage lang seekrank in der Kabine liegt, kommen sich Charles und Julia näher. Sie berichtet, dass sie die Heirat mit Rex Mottram, der ihr von Anfang an nicht treu war, bereits nach einem Jahr bereut hat. Charles erwähnt, dass Celia ihn betrügt. In Julias Kabine schlafen Charles und Julia miteinander. Gleich nach der Ankunft in London findet eine erfolgreiche Ausstellung von Charles’ Reisebildern statt, seine Affäre mit Julia hat sich bereits herumgesprochen.
6. Ein Ruck an der Leine
Sommer 1938: Julia lebt seit über zwei Jahren mit Charles im Konkubinat auf Schloss Brideshead. Erschwert wird die Situation dadurch, dass auch Mottram noch offiziell im Schloss wohnt. Bridey kommt mit der Neuigkeit, sich mit der Admiralswitwe Beryl Muspratt verlobt zu haben. Auf Julias Frage, warum er sie ihnen nicht vorstelle, antwortet Bridey kühl, dass Mrs. Muspratt als strenge Katholikin keine Einladung in ein Haus annehmen werde, dessen Herrin in Sünde lebt. Julia bricht daraufhin in Tränen aus. Charles stellt fest, dass weniger Brideys Taktlosigkeit Julia verletzt hat, sondern ihr vielmehr der Gewissenskonflikt zwischen ihrer religiösen Erziehung und ihrer tatsächlichen Lebenssituation zu schaffen macht. Um wenigstens bis zu einem gewissen Grad Ordnung in ihr Leben zu bringen, kommt sie mit Charles überein, dass beide ihre Scheidungen voranbringen und heiraten wollen. – Im Herbst kehrt Cordelia zurück, die nach einem gescheiterten Versuch, Nonne zu werden, als Krankenschwester im Spanischen Bürgerkrieg tätig war. Sie berichtet Charles, Sebastian besucht zu haben, der in Tunis in der Obhut von Mönchen lebe und sehr religiös geworden sei. Sein Freund Kurt sei nach Deutschland abgeschoben worden und dort als Häftling in einem Konzentrationslager gelandet, wo er sich erhängt habe. Sebastian sei nach wie vor ein Trinker. – Nach Brideys Hochzeit wollen Julia und Charles fortziehen.
7. Der alte Lord
Anfang 1939 kehrt der herzkranke Marquess of Marchmain mit seiner Lebensgefährtin Cara von Venedig zurück auf Schloss Brideshead, um hier seine letzten Lebensmonate zu verbringen. Daher bleiben Charles und Julia zu seiner Gesellschaft im Schloss. Je schlechter der Zustand des Vaters in den folgenden Monaten wird, umso größeren, wenn auch erfolglosen Druck übt Bridey auf ihn aus, in den Schoß der Kirche zurückzukehren und die Sakramente zu empfangen. Charles ist erbost, dass man den alten Mann nicht auf seine Weise in Frieden sterben lassen will. Julia allerdings kann Charles’ vehemente Religionskritik nicht nachvollziehen, was ihre Beziehung belastet. Aus Verärgerung über seinen Sohn und auch aus Abneigung gegen dessen Ehefrau ändert Lord Marchmain sein Testament und setzt Julia statt Bridey als Erbin von Schloss Brideshead ein. Da Brideys Frau einige Jahre älter ist als er, sind von dieser Seite ohnehin keine Erben mehr zu erwarten. Der Lord hofft darauf, dass Julia mit Charles Kinder bekommen wird, da nach dem Erlöschen der markgräflichen und gräflichen Würde der alte Baronentitel der Familie auch in weiblicher Linie vererbt werden kann. Charles wird im Juni 1939 geschieden, Julias Scheidung soll im September erfolgen. Charles stellt fest, dass Julia immer seltener von der geplanten Heirat spricht. Als es im Hochsommer mit Lord Marchmain zu Ende geht, sind Bridey und Cordelia abwesend. Gegen Charles’ Protest lässt Julia den Priester rufen. Obwohl der alte Lord seinen Willen nicht mehr äußern kann, spendet ihm der Priester die Salbung und erteilt ihm die Absolution. Überraschend bekreuzigt sich Lord Marchmain als Zeichen seiner Versöhnung mit Gott. Das ist für Charles eine Art Bekehrungserlebnis, das seinen Agnostizismus ins Wanken bringt. Julia erklärt Charles, dass sie sich trotz ihrer Liebe von ihm trennen muss, um die göttliche Gnade nicht zu verlieren. Charles entgegnet, er habe schon seit längerem geahnt, dass diese Beziehung aus religiösen Gründen keine Zukunft haben wird. – Zeitsprung in die Rahmenhandlung im Jahr 1943: Nachdem Charles als Offizier Quartier im Schloss genommen hat, besucht er die alte Kinderfrau Miss Hawkins, die noch auf Brideshead lebt. Er erfährt, dass Julia, der das Schloss gehört und die wieder ihren Geburtsnamen angenommen hat, zusammen mit Cordelia beim Frauendienst der Armee in Palästina tätig ist. Hier ist auch Bridey mit seiner Freiwilligenkompanie stationiert. In der Schlosskapelle kniet Charles, der offenbar gläubiger Katholik geworden ist, vor dem Tabernakel, betet und bekreuzigt sich.

## Hintergrund

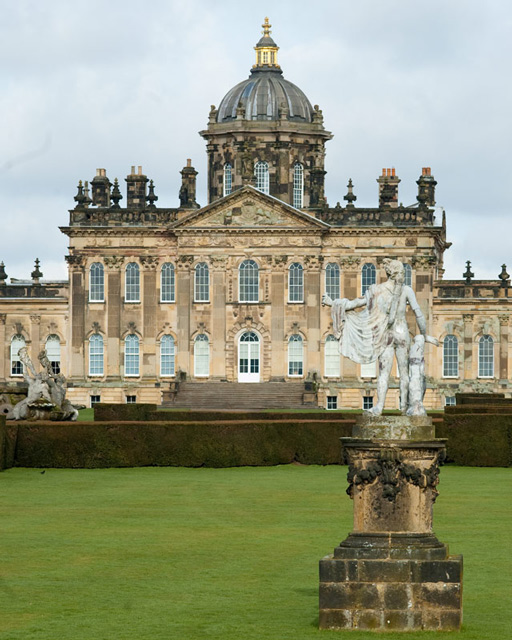
Castle Howard in der Grafschaft Yorkshire diente in beiden Romanverfilmungen (1981 und 2008) als das fiktive Schloss Brideshead.

Die Dreharbeiten begannen im Sommer 1979 auf der Insel Gozo, wo die in Marokko spielenden Szenen gedreht wurden. Durch einen Streik der Filmtechniker war die Produktion mehrere Monate lang unterbrochen. Im November 1979 wurden die Dreharbeiten wieder aufgenommen und dauerten bis Januar 1981. Als fiktives Schloss Brideshead diente – wie auch bei der späteren Verfilmung von 2008 – das barocke Castle Howard in der Grafschaft Yorkshire. Zu den weiteren Drehorten gehörten unter anderem London, Venedig und Oxford. Als Wohnräume der Figur Charles Ryder wurden die Zimmer im Hertford College benutzt, die Evelyn Waugh in seiner Studienzeit bewohnte. Die auf See spielenden Szenen wurden auf der Queen Elizabeth 2 gedreht. Das zum ITV-Netzwerk gehörende regionale Fernsehunternehmen Granada Television gab die Produktionskosten mit 4,5 Millionen Pfund Sterling an, unabhängige Schätzungen setzten die Gesamtkosten dagegen bei etwa 11 Millionen Pfund an. Somit gilt Wiedersehen mit Brideshead als bis dahin teuerste britische Fernsehproduktion.
Evelyn Waugh gab den beiden Hauptteilen seines Romans die Überschriften Et in Arcadia ego und A Twitch Upon the Thread. Die zweite Überschrift stammt aus einem der Pater-Brown-Romane von G. K. Chesterton und wird in Waughs Roman sowie in der Verfilmung zitiert: “I caught him (the thief) with an unseen hook and an invisible line which is long enough to let him wander to the ends of the world and still bring him back with a twitch upon the thread.” Außer A Twitch Upon the Thread (deutsche Fassung: Der Ruck an der Leine) wurde auch The Unseen Hook (deutsche Fassung: Der verborgene Haken) als Titel eines Teils der Verfilmung benutzt. Beide Stellen des Chesterton-Zitats spielen auf Waughs Absicht an, das Wirken der göttlichen Gnade, der sich niemand seiner Protagonisten im Roman verweigern kann, zu demonstrieren.

## Rezeption
Im März 1982, noch vor dem Ankauf der Produktion durch das deutsche Fernsehen, berichtete der Spiegel über die hohen Einschaltquoten und das große Medieninteresse, das der Mehrteiler sowohl in Großbritannien als auch in den USA geweckt hatte. Das 2005 erschienene Fernsehlexikon schrieb zur Rezeption: „Die britischen Zuschauer schwelgten massenhaft in Nostalgie, und das Drama wurde an Fernsehsender in aller Welt verkauft. Es regnete Preise für Schauspieler und die Produktion. Auch in Deutschland weckte die Verfilmung großes Interesse.“ In Großbritannien wurde während und kurz nach den Monaten der Ausstrahlung die Modeerscheinung beobachtet, dass Schüler und Studenten – nach dem Vorbild der Figur Sebastian Flyte und seinem Teddy „Aloysius“ – mit einem Teddybären in der Schule bzw. Universität erschienen. Soziologische Erklärungsversuche für den großen Publikumserfolg des Films zielen auf die in der Zeit wirtschaftlicher Schwierigkeiten um 1980 erfolgte Hinwendung zu konservativen Werten (Thatcherismus in Großbritannien, Reagonomics in den USA, „geistig-moralische Wende“ in der Bundesrepublik Deutschland) ab, die eine passende Grundlage zur nostalgischen Verklärung vergangener Zeiten bot.
Der Mehrteiler erhielt sieben BAFTA-Awards für Fernsehproduktionen in den Kategorien Bester Schauspieler (Anthony Andrews), Bestes Bühnenbild, Beste/r dramatische/r Serie/Mehrteiler, Bestes Makeup, Beste Kostüme, Bester Ton und Bester Schnitt. Für seine Darstellung des Lord Marchmain erhielt Laurence Olivier einen Emmy. Mit jeweils einem Golden Globe wurden die gesamte Produktion als Beste Miniserie oder Bester Fernsehfilm sowie Anthony Andrews als Bester Hauptdarsteller ausgezeichnet. Einen Broadcasting Press Guild Award gab es in der Kategorie Bester dramatischer Mehrteiler. Nominierungen waren für weitere BAFTA-Awards, Emmys und Golden Globes erfolgt.
Im Jahr 2000 setzte das British Film Institute Wiedersehen mit Brideshead auf Nummer zehn seiner Liste der 100 Greatest British Television Programmes. Das Time Magazine nahm die Produktion in seine Liste The 100 Best TV Shows of All-TIME auf.

## Bildträger
- Evelyn Waugh’s Wiedersehen mit Brideshead. Brideshead Revisited. KSM, Hochheim 2009 (3 DVD mit Booklet, deutsch und englisch).